# Trofeo Laigueglia 2022
Trofeo Laigueglia 2022 – 59. edycja wyścigu kolarskiego Trofeo Laigueglia, która odbyła się 2 marca 2022 na trasie o długości 202 kilometrów wokół miejscowości Laigueglia. Impreza kategorii 1.Pro była częścią UCI ProSeries 2022.

## Uczestnicy

### Drużyny
| WorldTeams (8)- AG2R Citroën Team - Astana Qazaqstan Team - Cofidis - Groupama-FDJ - Ineos Grenadiers - Intermarché-Wanty-Gobert Matériaux - Trek-Segafredo - UAE Team Emirates ProTeams (7)- B&B Hotels-KTM - Bardiani-CSF-Faizanè - Bingoal Pauwels Sauces WB - Drone Hopper-Androni Giocattoli - Eolo-Kometa - Equipo Kern Pharma - Arkéa-Samsic Continental teams (8)- Beltrami TSA-Tre Colli - Biesse-Carrera - General Store-Essegibi-F.lli Curia - MG.K Vis Colors For Peace VPM - Colpack-Ballan - Team Corratec - Team Qhubeka - Work Service-Vitalcare-Dynatek Reprezentacja- Włochy |
| |

### Lista startowa
| Trek-Segafredo TFS | Trek-Segafredo TFS       | Trek-Segafredo TFS |
| ------------------ | ------------------------ | ------------------ |
| Nr                 | Kolarz                   | Miejsce            |
| 1                  | Bauke Mollema (NED)      | 22.                |
| 2                  | Gianluca Brambilla (ITA) | DNF                |
| 3                  | Simon Pellaud (SUI)      | 64.                |
| 4                  | Jacopo Mosca (ITA)       | DNF                |
| 5                  | Antonio Tiberi (ITA)     | 70.                |
| 6                  | Giulio Ciccone (ITA)     | 8.                 |
| 7                  | Antwan Tolhoek (NED)     | 59.                |

| AG2R Citroën Team ACT | AG2R Citroën Team ACT     | AG2R Citroën Team ACT |
| --------------------- | ------------------------- | --------------------- |
| Nr                    | Kolarz                    | Miejsce               |
| 11                    | Clément Champoussin (FRA) | 10.                   |
| 12                    | Jaakko Hänninen (FIN)     | 68.                   |
| 13                    | Paul Lapeira (FRA)        | 19.                   |
| 14                    | Nans Peters (FRA)         | 51.                   |
| 15                    | Andrea Vendrame (ITA)     | 15.                   |
| 16                    | Larry Warbasse (USA)      | 39.                   |
| 17                    | Clément Berthet (FRA)     | DNF                   |

| Astana Qazaqstan Team AST | Astana Qazaqstan Team AST | Astana Qazaqstan Team AST |
| ------------------------- | ------------------------- | ------------------------- |
| Nr                        | Kolarz                    | Miejsce                   |
| 21                        | Manuele Boaro (ITA)       | DNF                       |
| 22                        | Samuele Battistella (ITA) | DNF                       |
| 23                        | Fabio Felline (ITA)       | 14.                       |
| 25                        | Gianni Moscon (ITA)       | DNF                       |
| 26                        | Alaksandr Rabuszenka      | DNF                       |
| 27                        | Simone Velasco (ITA)      | 20.                       |

| Cofidis COF | Cofidis COF           | Cofidis COF |
| ----------- | --------------------- | ----------- |
| Nr          | Kolarz                | Miejsce     |
| 31          | Thomas Champion (FRA) | 48.         |
| 32          | Victor Lafay (FRA)    | 6.          |
| 33          | Axel Zingle (FRA)     | DNF         |
| 34          | Davide Cimolai (ITA)  | 45.         |
| 35          | Benjamin Thomas (FRA) | 17.         |
| 36          | Davide Villella (ITA) | DNF         |
| 37          | Simone Consonni (ITA) | 29.         |

| Groupama-FDJ GFC | Groupama-FDJ GFC            | Groupama-FDJ GFC |
| ---------------- | --------------------------- | ---------------- |
| Nr               | Kolarz                      | Miejsce          |
| 41               | David Gaudu (FRA)           | DNF              |
| 42               | Matthieu Ladagnous (FRA)    | DNF              |
| 43               | Sébastien Reichenbach (SUI) | 13.              |
| 44               | Anthony Roux (FRA)          | 60.              |
| 45               | Quentin Pacher (FRA)        | 9.               |
| 46               | Michael Storer (AUS)        | 26.              |
| 47               | Lenny Martinez (FRA)        | 37.              |

| Ineos Grenadiers IGD | Ineos Grenadiers IGD      | Ineos Grenadiers IGD |
| -------------------- | ------------------------- | -------------------- |
| Nr                   | Kolarz                    | Miejsce              |
| 51                   | Laurens De Plus (BEL)     | DNF                  |
| 52                   | Dylan van Baarle (NED)    | 27.                  |
| 53                   | Edward Dunbar (IRL)       | DNF                  |
| 54                   | Carlos Rodríguez (ESP)    | 5.                   |
| 55                   | Salvatore Puccio (ITA)    | 55.                  |
| 56                   | Richie Porte (AUS)        | 12.                  |
| 57                   | Omar Fraile (ESP) (szosa) | DNF                  |

| Intermarché-Wanty-Gobert Matériaux IWG | Intermarché-Wanty-Gobert Matériaux IWG | Intermarché-Wanty-Gobert Matériaux IWG |
| -------------------------------------- | -------------------------------------- | -------------------------------------- |
| Nr                                     | Kolarz                                 | Miejsce                                |
| 61                                     | Jan Bakelants (BEL)                    | 28.                                    |
| 62                                     | Théo Delacroix (FRA)                   | DNF                                    |
| 63                                     | Quinten Hermans (BEL)                  | DNF                                    |
| 64                                     | Simone Petilli (ITA)                   | 49.                                    |
| 65                                     | Lorenzo Rota (ITA)                     | 4.                                     |
| 66                                     | Laurens Huys (BEL)                     | DNF                                    |
| 67                                     | Domenico Pozzovivo (ITA)               | 11.                                    |

| UAE Team Emirates UAD | UAE Team Emirates UAD | UAE Team Emirates UAD |
| --------------------- | --------------------- | --------------------- |
| Nr                    | Kolarz                | Miejsce               |
| 71                    | Davide Formolo (ITA)  | DNF                   |
| 72                    | Ivo Oliveira (POR)    | DNF                   |
| 73                    | Jan Polanc (SLO)      | 1.                    |
| 74                    | Diego Ulissi (ITA)    | 7.                    |
| 75                    | Alessandro Covi (ITA) | 3.                    |
| 76                    | Joël Suter (SUI)      | DNF                   |
| 77                    | Juan Ayuso (ESP)      | 2.                    |

| Bardiani CSF Faizanè BCF | Bardiani CSF Faizanè BCF | Bardiani CSF Faizanè BCF |
| ------------------------ | ------------------------ | ------------------------ |
| Nr                       | Kolarz                   | Miejsce                  |
| 81                       | Filippo Zana (ITA)       | 21.                      |
| 82                       | Giovanni Visconti (ITA)  | DNF                      |
| 83                       | Alex Tolio (ITA)         | DNF                      |
| 84                       | Omar El Gouzi (ITA)      | 52.                      |
| 85                       | Alessio Martinelli (ITA) | DNF                      |
| 86                       | Alessio Nieri (ITA)      | DNF                      |
| 87                       | Davide Gabburo (ITA)     | 73.                      |

| B&B Hotels-KTM BBK | B&B Hotels-KTM BBK     | B&B Hotels-KTM BBK |
| ------------------ | ---------------------- | ------------------ |
| Nr                 | Kolarz                 | Miejsce            |
| 91                 | Thibault Ferasse (FRA) | DNF                |
| 92                 | Jonathan Hivert (FRA)  | DNF                |
| 93                 | Cyril Gautier (FRA)    | 34.                |
| 95                 | Miguel Heidemann (GER) | DNF                |
| 97                 | Maxime Chevalier (FRA) | 50.                |

| Bingoal Pauwels Sauces WB BWB | Bingoal Pauwels Sauces WB BWB | Bingoal Pauwels Sauces WB BWB |
| ----------------------------- | ----------------------------- | ----------------------------- |
| Nr                            | Kolarz                        | Miejsce                       |
| 101                           | Kenny Molly (BEL)             | 30.                           |
| 102                           | Louis Blouwe (BEL)            | DNF                           |
| 103                           | Rémy Mertz (BEL)              | DNF                           |
| 104                           | Marco Tizza (ITA)             | DNF                           |
| 105                           | Gil Gelders (BEL)             | 62.                           |
| 106                           | Leander Van Hautegem (BEL)    | 63.                           |
| 107                           | Mathijs Paasschens (NED)      | DNF                           |

| Drone Hopper-Androni Giocattoli DRA | Drone Hopper-Androni Giocattoli DRA | Drone Hopper-Androni Giocattoli DRA |
| ----------------------------------- | ----------------------------------- | ----------------------------------- |
| Nr                                  | Kolarz                              | Miejsce                             |
| 111                                 | Natnael Tesfatsion (ERI)            | 24.                                 |
| 112                                 | Simone Ravanelli (ITA)              | 41.                                 |
| 113                                 | Mattia Bais (ITA)                   | 46.                                 |
| 114                                 | Jefferson Alexander Cepeda (ECU)    | DNF                                 |
| 115                                 | Didier Merchán (COL)                | DNF                                 |
| 116                                 | Juan Diego Alba (COL)               | 56.                                 |
| 117                                 | Edoardo Zardini (ITA)               | 40.                                 |

| Eolo-Kometa EOK | Eolo-Kometa EOK         | Eolo-Kometa EOK |
| --------------- | ----------------------- | --------------- |
| Nr              | Kolarz                  | Miejsce         |
| 121             | Lorenzo Fortunato (ITA) | 25.             |
| 122             | Samuele Rivi (ITA)      | 66.             |
| 123             | Diego Sevilla (ESP)     | 78.             |
| 124             | Davide Bais (ITA)       | 38.             |
| 125             | Francesco Gavazzi (ITA) | 33.             |
| 126             | Diego Rosa (ITA)        | DNF             |
| 127             | Mirco Maestri (ITA)     | DNF             |

| Equipo Kern Pharma EKP | Equipo Kern Pharma EKP | Equipo Kern Pharma EKP |
| ---------------------- | ---------------------- | ---------------------- |
| Nr                     | Kolarz                 | Miejsce                |
| 131                    | Sergio Araiz (ESP)     | DNF                    |
| 132                    | Roger Adrià (ESP)      | 32.                    |
| 133                    | Iván Moreno (ESP)      | 53.                    |
| 134                    | Urko Berrade (ESP)     | 58.                    |
| 135                    | Francisco Galván (ESP) | DNF                    |
| 136                    | Martí Márquez (ESP)    | 69.                    |
| 137                    | Iván Cobo (ESP)        | DNF                    |

| Arkéa-Samsic ARK | Arkéa-Samsic ARK        | Arkéa-Samsic ARK |
| ---------------- | ----------------------- | ---------------- |
| Nr               | Kolarz                  | Miejsce          |
| 151              | Maxime Bouet (FRA)      | 18.              |
| 152              | Élie Gesbert (FRA)      | DNF              |
| 153              | Łukasz Owsian (POL)     | 16.              |
| 154              | Dayer Quintana (COL)    | DNF              |
| 155              | Alessandro Verre (ITA)  | 36.              |
| 156              | Winner Anacona (COL)    | 57.              |
| 157              | Anthony Delaplace (FRA) | 35.              |

| Włochy ITA | Włochy ITA          | Włochy ITA |
| ---------- | ------------------- | ---------- |
| Nr         | Kolarz              | Miejsce    |
| 161        | Michele Scartezzini | DNF        |
| 162        | Niccolò Bonifazio   | DNF        |
| 163        | Kevin Colleoni      | 74.        |
| 164        | Filippo Conca       | 65.        |
| 165        | Daniel Oss          | 31.        |
| 166        | Juri Zanotti        | DNF        |
| 167        | Nadir Colledani     | DNF        |

| Beltrami TSA-Tre Colli BTC | Beltrami TSA-Tre Colli BTC | Beltrami TSA-Tre Colli BTC |
| -------------------------- | -------------------------- | -------------------------- |
| Nr                         | Kolarz                     | Miejsce                    |
| 171                        | Thomas Pesenti (ITA)       | 23.                        |
| 172                        | Andrea Piras (ITA)         | DNF                        |
| 173                        | Matteo Freddi (ITA)        | DNF                        |
| 174                        | Pietro Aimonetto (ITA)     | DNF                        |
| 175                        | Andrea Biancalani (ITA)    | DNF                        |
| 176                        | Luca Cibrario (ITA)        | 77.                        |
| 177                        | Mattia Gardi (ITA)         | DNF                        |

| Biesse-Carrera BIE | Biesse-Carrera BIE         | Biesse-Carrera BIE |
| ------------------ | -------------------------- | ------------------ |
| Nr                 | Kolarz                     | Miejsce            |
| 181                | Giacomo Villa (ITA)        | DNF                |
| 182                | Michael Belleri (ITA)      | DNF                |
| 183                | Riccardo Ciuccarelli (ITA) | DNF                |
| 184                | Anders Foldager (DEN)      | 67.                |
| 185                | Mattias Nordal             | DNF                |
| 186                | Lorenzo Roda (ITA)         | DNF                |
| 187                | Andrea Garosio (ITA)       | 44.                |

| General Store-Essegibi-F.lli Curia GEF | General Store-Essegibi-F.lli Curia GEF | General Store-Essegibi-F.lli Curia GEF |
| -------------------------------------- | -------------------------------------- | -------------------------------------- |
| Nr                                     | Kolarz                                 | Miejsce                                |
| 191                                    | Marco Palomba (ITA)                    | DNF                                    |
| 192                                    | Ettore Pozza (ITA)                     | DNF                                    |
| 193                                    | Samuele Carpene (ITA)                  | 71.                                    |
| 194                                    | Francesco Busatto (ITA)                | DNF                                    |
| 195                                    | Ricardo Tosin (ITA)                    | DNF                                    |
| 196                                    | Filippo D'Aiuto (ITA)                  | DNF                                    |
| 197                                    | Carlo Francesco Favretto (ITA)         | DNF                                    |

| MG.K Vis Colors For Peace VPM MGK | MG.K Vis Colors For Peace VPM MGK | MG.K Vis Colors For Peace VPM MGK |
| --------------------------------- | --------------------------------- | --------------------------------- |
| Nr                                | Kolarz                            | Miejsce                           |
| 201                               | Paul Double (GBR)                 | DNF                               |
| 202                               | Jacopo Cortese (ITA)              | DNF                               |
| 203                               | Guido Draghi (ITA)                | DNF                               |
| 204                               | Daan Hoeks (NED)                  | DNF                               |
| 205                               | Max Stedman (GBR)                 | DNF                               |
| 206                               | Francesco Carollo (ITA)           | 79.                               |
| 207                               | Simone Piccolo (ITA)              | DNF                               |

| Colpack-Ballan CPK | Colpack-Ballan CPK         | Colpack-Ballan CPK |
| ------------------ | -------------------------- | ------------------ |
| Nr                 | Kolarz                     | Miejsce            |
| 211                | Lorenzo Balestra (ITA)     | DNF                |
| 212                | Alessandro Baroni (ITA)    | DNF                |
| 213                | Egidio Karim Raviele (ITA) | DNF                |
| 214                | Sergio Meris (ITA)         | DNF                |
| 215                | Mattia Petrucci (ITA)      | 61.                |
| 216                | Matteo Ambrosini (ITA)     | DNF                |
| 217                | Gidas Umbri (ITA)          | DNF                |

| Team Corratec COR | Team Corratec COR       | Team Corratec COR |
| ----------------- | ----------------------- | ----------------- |
| Nr                | Kolarz                  | Miejsce           |
| 221               | Simone Olivero (ITA)    | DNF               |
| 222               | Matteo Amella (ITA)     | DNF               |
| 223               | Marco Murgano (ITA)     | 54.               |
| 224               | Davide Baldaccini (ITA) | DNF               |
| 225               | Stefano Gandin (ITA)    | DNF               |
| 226               | Lorenzo Iacchi (ITA)    | DNF               |
| 227               | Jan Stöckli (SUI)       | DNF               |

| Team Qhubeka T4Q | Team Qhubeka T4Q          | Team Qhubeka T4Q |
| ---------------- | ------------------------- | ---------------- |
| Nr               | Kolarz                    | Miejsce          |
| 231              | Negasi Abreha (ETH)       | DNF              |
| 232              | Mattia Guasco (ITA)       | 47.              |
| 233              | Ghebrehiwet Birhane (ERI) | DNF              |
| 234              | Alessandro Iacchi (ITA)   | DNF              |
| 235              | Kevin Bonaldo (ITA)       | 76.              |
| 236              | Jacopo Menegotto (ITA)    | DNS              |
| 237              | Nicolò Parisini (ITA)     | DNF              |

| Work Service-Vitalcare-Dynatek IWM | Work Service-Vitalcare-Dynatek IWM | Work Service-Vitalcare-Dynatek IWM |
| ---------------------------------- | ---------------------------------- | ---------------------------------- |
| Nr                                 | Kolarz                             | Miejsce                            |
| 241                                | Raúl Colombo (ITA)                 | 43.                                |
| 242                                | Francesco Zandri (ITA)             | DNF                                |
| 243                                | Lorenzo Ginestra (ITA)             | DNF                                |
| 244                                | Federico Burchio (ITA)             | DNF                                |
| 245                                | Riccardo Lucca (ITA)               | 72.                                |
| 246                                | Nicola Venchiarutti (ITA)          | 42.                                |
| 247                                | Samuele Zambelli (ITA)             | 75.                                |

| Trek-Segafredo TFS | Trek-Segafredo TFS       | Trek-Segafredo TFS |
| ------------------ | ------------------------ | ------------------ |
| Nr                 | Kolarz                   | Miejsce            |
| 1                  | Bauke Mollema (NED)      | 22.                |
| 2                  | Gianluca Brambilla (ITA) | DNF                |
| 3                  | Simon Pellaud (SUI)      | 64.                |
| 4                  | Jacopo Mosca (ITA)       | DNF                |
| 5                  | Antonio Tiberi (ITA)     | 70.                |
| 6                  | Giulio Ciccone (ITA)     | 8.                 |
| 7                  | Antwan Tolhoek (NED)     | 59.                |

| AG2R Citroën Team ACT | AG2R Citroën Team ACT     | AG2R Citroën Team ACT |
| --------------------- | ------------------------- | --------------------- |
| Nr                    | Kolarz                    | Miejsce               |
| 11                    | Clément Champoussin (FRA) | 10.                   |
| 12                    | Jaakko Hänninen (FIN)     | 68.                   |
| 13                    | Paul Lapeira (FRA)        | 19.                   |
| 14                    | Nans Peters (FRA)         | 51.                   |
| 15                    | Andrea Vendrame (ITA)     | 15.                   |
| 16                    | Larry Warbasse (USA)      | 39.                   |
| 17                    | Clément Berthet (FRA)     | DNF                   |

| Astana Qazaqstan Team AST | Astana Qazaqstan Team AST | Astana Qazaqstan Team AST |
| ------------------------- | ------------------------- | ------------------------- |
| Nr                        | Kolarz                    | Miejsce                   |
| 21                        | Manuele Boaro (ITA)       | DNF                       |
| 22                        | Samuele Battistella (ITA) | DNF                       |
| 23                        | Fabio Felline (ITA)       | 14.                       |
| 25                        | Gianni Moscon (ITA)       | DNF                       |
| 26                        | Alaksandr Rabuszenka      | DNF                       |
| 27                        | Simone Velasco (ITA)      | 20.                       |

| Cofidis COF | Cofidis COF           | Cofidis COF |
| ----------- | --------------------- | ----------- |
| Nr          | Kolarz                | Miejsce     |
| 31          | Thomas Champion (FRA) | 48.         |
| 32          | Victor Lafay (FRA)    | 6.          |
| 33          | Axel Zingle (FRA)     | DNF         |
| 34          | Davide Cimolai (ITA)  | 45.         |
| 35          | Benjamin Thomas (FRA) | 17.         |
| 36          | Davide Villella (ITA) | DNF         |
| 37          | Simone Consonni (ITA) | 29.         |

| Groupama-FDJ GFC | Groupama-FDJ GFC            | Groupama-FDJ GFC |
| ---------------- | --------------------------- | ---------------- |
| Nr               | Kolarz                      | Miejsce          |
| 41               | David Gaudu (FRA)           | DNF              |
| 42               | Matthieu Ladagnous (FRA)    | DNF              |
| 43               | Sébastien Reichenbach (SUI) | 13.              |
| 44               | Anthony Roux (FRA)          | 60.              |
| 45               | Quentin Pacher (FRA)        | 9.               |
| 46               | Michael Storer (AUS)        | 26.              |
| 47               | Lenny Martinez (FRA)        | 37.              |

| Ineos Grenadiers IGD | Ineos Grenadiers IGD      | Ineos Grenadiers IGD |
| -------------------- | ------------------------- | -------------------- |
| Nr                   | Kolarz                    | Miejsce              |
| 51                   | Laurens De Plus (BEL)     | DNF                  |
| 52                   | Dylan van Baarle (NED)    | 27.                  |
| 53                   | Edward Dunbar (IRL)       | DNF                  |
| 54                   | Carlos Rodríguez (ESP)    | 5.                   |
| 55                   | Salvatore Puccio (ITA)    | 55.                  |
| 56                   | Richie Porte (AUS)        | 12.                  |
| 57                   | Omar Fraile (ESP) (szosa) | DNF                  |

| Intermarché-Wanty-Gobert Matériaux IWG | Intermarché-Wanty-Gobert Matériaux IWG | Intermarché-Wanty-Gobert Matériaux IWG |
| -------------------------------------- | -------------------------------------- | -------------------------------------- |
| Nr                                     | Kolarz                                 | Miejsce                                |
| 61                                     | Jan Bakelants (BEL)                    | 28.                                    |
| 62                                     | Théo Delacroix (FRA)                   | DNF                                    |
| 63                                     | Quinten Hermans (BEL)                  | DNF                                    |
| 64                                     | Simone Petilli (ITA)                   | 49.                                    |
| 65                                     | Lorenzo Rota (ITA)                     | 4.                                     |
| 66                                     | Laurens Huys (BEL)                     | DNF                                    |
| 67                                     | Domenico Pozzovivo (ITA)               | 11.                                    |

| UAE Team Emirates UAD | UAE Team Emirates UAD | UAE Team Emirates UAD |
| --------------------- | --------------------- | --------------------- |
| Nr                    | Kolarz                | Miejsce               |
| 71                    | Davide Formolo (ITA)  | DNF                   |
| 72                    | Ivo Oliveira (POR)    | DNF                   |
| 73                    | Jan Polanc (SLO)      | 1.                    |
| 74                    | Diego Ulissi (ITA)    | 7.                    |
| 75                    | Alessandro Covi (ITA) | 3.                    |
| 76                    | Joël Suter (SUI)      | DNF                   |
| 77                    | Juan Ayuso (ESP)      | 2.                    |

| Bardiani CSF Faizanè BCF | Bardiani CSF Faizanè BCF | Bardiani CSF Faizanè BCF |
| ------------------------ | ------------------------ | ------------------------ |
| Nr                       | Kolarz                   | Miejsce                  |
| 81                       | Filippo Zana (ITA)       | 21.                      |
| 82                       | Giovanni Visconti (ITA)  | DNF                      |
| 83                       | Alex Tolio (ITA)         | DNF                      |
| 84                       | Omar El Gouzi (ITA)      | 52.                      |
| 85                       | Alessio Martinelli (ITA) | DNF                      |
| 86                       | Alessio Nieri (ITA)      | DNF                      |
| 87                       | Davide Gabburo (ITA)     | 73.                      |

| B&B Hotels-KTM BBK | B&B Hotels-KTM BBK     | B&B Hotels-KTM BBK |
| ------------------ | ---------------------- | ------------------ |
| Nr                 | Kolarz                 | Miejsce            |
| 91                 | Thibault Ferasse (FRA) | DNF                |
| 92                 | Jonathan Hivert (FRA)  | DNF                |
| 93                 | Cyril Gautier (FRA)    | 34.                |
| 95                 | Miguel Heidemann (GER) | DNF                |
| 97                 | Maxime Chevalier (FRA) | 50.                |

| Bingoal Pauwels Sauces WB BWB | Bingoal Pauwels Sauces WB BWB | Bingoal Pauwels Sauces WB BWB |
| ----------------------------- | ----------------------------- | ----------------------------- |
| Nr                            | Kolarz                        | Miejsce                       |
| 101                           | Kenny Molly (BEL)             | 30.                           |
| 102                           | Louis Blouwe (BEL)            | DNF                           |
| 103                           | Rémy Mertz (BEL)              | DNF                           |
| 104                           | Marco Tizza (ITA)             | DNF                           |
| 105                           | Gil Gelders (BEL)             | 62.                           |
| 106                           | Leander Van Hautegem (BEL)    | 63.                           |
| 107                           | Mathijs Paasschens (NED)      | DNF                           |

| Drone Hopper-Androni Giocattoli DRA | Drone Hopper-Androni Giocattoli DRA | Drone Hopper-Androni Giocattoli DRA |
| ----------------------------------- | ----------------------------------- | ----------------------------------- |
| Nr                                  | Kolarz                              | Miejsce                             |
| 111                                 | Natnael Tesfatsion (ERI)            | 24.                                 |
| 112                                 | Simone Ravanelli (ITA)              | 41.                                 |
| 113                                 | Mattia Bais (ITA)                   | 46.                                 |
| 114                                 | Jefferson Alexander Cepeda (ECU)    | DNF                                 |
| 115                                 | Didier Merchán (COL)                | DNF                                 |
| 116                                 | Juan Diego Alba (COL)               | 56.                                 |
| 117                                 | Edoardo Zardini (ITA)               | 40.                                 |

| Eolo-Kometa EOK | Eolo-Kometa EOK         | Eolo-Kometa EOK |
| --------------- | ----------------------- | --------------- |
| Nr              | Kolarz                  | Miejsce         |
| 121             | Lorenzo Fortunato (ITA) | 25.             |
| 122             | Samuele Rivi (ITA)      | 66.             |
| 123             | Diego Sevilla (ESP)     | 78.             |
| 124             | Davide Bais (ITA)       | 38.             |
| 125             | Francesco Gavazzi (ITA) | 33.             |
| 126             | Diego Rosa (ITA)        | DNF             |
| 127             | Mirco Maestri (ITA)     | DNF             |

| Equipo Kern Pharma EKP | Equipo Kern Pharma EKP | Equipo Kern Pharma EKP |
| ---------------------- | ---------------------- | ---------------------- |
| Nr                     | Kolarz                 | Miejsce                |
| 131                    | Sergio Araiz (ESP)     | DNF                    |
| 132                    | Roger Adrià (ESP)      | 32.                    |
| 133                    | Iván Moreno (ESP)      | 53.                    |
| 134                    | Urko Berrade (ESP)     | 58.                    |
| 135                    | Francisco Galván (ESP) | DNF                    |
| 136                    | Martí Márquez (ESP)    | 69.                    |
| 137                    | Iván Cobo (ESP)        | DNF                    |

| Arkéa-Samsic ARK | Arkéa-Samsic ARK        | Arkéa-Samsic ARK |
| ---------------- | ----------------------- | ---------------- |
| Nr               | Kolarz                  | Miejsce          |
| 151              | Maxime Bouet (FRA)      | 18.              |
| 152              | Élie Gesbert (FRA)      | DNF              |
| 153              | Łukasz Owsian (POL)     | 16.              |
| 154              | Dayer Quintana (COL)    | DNF              |
| 155              | Alessandro Verre (ITA)  | 36.              |
| 156              | Winner Anacona (COL)    | 57.              |
| 157              | Anthony Delaplace (FRA) | 35.              |

| Włochy ITA | Włochy ITA          | Włochy ITA |
| ---------- | ------------------- | ---------- |
| Nr         | Kolarz              | Miejsce    |
| 161        | Michele Scartezzini | DNF        |
| 162        | Niccolò Bonifazio   | DNF        |
| 163        | Kevin Colleoni      | 74.        |
| 164        | Filippo Conca       | 65.        |
| 165        | Daniel Oss          | 31.        |
| 166        | Juri Zanotti        | DNF        |
| 167        | Nadir Colledani     | DNF        |

| Beltrami TSA-Tre Colli BTC | Beltrami TSA-Tre Colli BTC | Beltrami TSA-Tre Colli BTC |
| -------------------------- | -------------------------- | -------------------------- |
| Nr                         | Kolarz                     | Miejsce                    |
| 171                        | Thomas Pesenti (ITA)       | 23.                        |
| 172                        | Andrea Piras (ITA)         | DNF                        |
| 173                        | Matteo Freddi (ITA)        | DNF                        |
| 174                        | Pietro Aimonetto (ITA)     | DNF                        |
| 175                        | Andrea Biancalani (ITA)    | DNF                        |
| 176                        | Luca Cibrario (ITA)        | 77.                        |
| 177                        | Mattia Gardi (ITA)         | DNF                        |

| Biesse-Carrera BIE | Biesse-Carrera BIE         | Biesse-Carrera BIE |
| ------------------ | -------------------------- | ------------------ |
| Nr                 | Kolarz                     | Miejsce            |
| 181                | Giacomo Villa (ITA)        | DNF                |
| 182                | Michael Belleri (ITA)      | DNF                |
| 183                | Riccardo Ciuccarelli (ITA) | DNF                |
| 184                | Anders Foldager (DEN)      | 67.                |
| 185                | Mattias Nordal             | DNF                |
| 186                | Lorenzo Roda (ITA)         | DNF                |
| 187                | Andrea Garosio (ITA)       | 44.                |

| General Store-Essegibi-F.lli Curia GEF | General Store-Essegibi-F.lli Curia GEF | General Store-Essegibi-F.lli Curia GEF |
| -------------------------------------- | -------------------------------------- | -------------------------------------- |
| Nr                                     | Kolarz                                 | Miejsce                                |
| 191                                    | Marco Palomba (ITA)                    | DNF                                    |
| 192                                    | Ettore Pozza (ITA)                     | DNF                                    |
| 193                                    | Samuele Carpene (ITA)                  | 71.                                    |
| 194                                    | Francesco Busatto (ITA)                | DNF                                    |
| 195                                    | Ricardo Tosin (ITA)                    | DNF                                    |
| 196                                    | Filippo D'Aiuto (ITA)                  | DNF                                    |
| 197                                    | Carlo Francesco Favretto (ITA)         | DNF                                    |

| MG.K Vis Colors For Peace VPM MGK | MG.K Vis Colors For Peace VPM MGK | MG.K Vis Colors For Peace VPM MGK |
| --------------------------------- | --------------------------------- | --------------------------------- |
| Nr                                | Kolarz                            | Miejsce                           |
| 201                               | Paul Double (GBR)                 | DNF                               |
| 202                               | Jacopo Cortese (ITA)              | DNF                               |
| 203                               | Guido Draghi (ITA)                | DNF                               |
| 204                               | Daan Hoeks (NED)                  | DNF                               |
| 205                               | Max Stedman (GBR)                 | DNF                               |
| 206                               | Francesco Carollo (ITA)           | 79.                               |
| 207                               | Simone Piccolo (ITA)              | DNF                               |

| Colpack-Ballan CPK | Colpack-Ballan CPK         | Colpack-Ballan CPK |
| ------------------ | -------------------------- | ------------------ |
| Nr                 | Kolarz                     | Miejsce            |
| 211                | Lorenzo Balestra (ITA)     | DNF                |
| 212                | Alessandro Baroni (ITA)    | DNF                |
| 213                | Egidio Karim Raviele (ITA) | DNF                |
| 214                | Sergio Meris (ITA)         | DNF                |
| 215                | Mattia Petrucci (ITA)      | 61.                |
| 216                | Matteo Ambrosini (ITA)     | DNF                |
| 217                | Gidas Umbri (ITA)          | DNF                |

| Team Corratec COR | Team Corratec COR       | Team Corratec COR |
| ----------------- | ----------------------- | ----------------- |
| Nr                | Kolarz                  | Miejsce           |
| 221               | Simone Olivero (ITA)    | DNF               |
| 222               | Matteo Amella (ITA)     | DNF               |
| 223               | Marco Murgano (ITA)     | 54.               |
| 224               | Davide Baldaccini (ITA) | DNF               |
| 225               | Stefano Gandin (ITA)    | DNF               |
| 226               | Lorenzo Iacchi (ITA)    | DNF               |
| 227               | Jan Stöckli (SUI)       | DNF               |

| Team Qhubeka T4Q | Team Qhubeka T4Q          | Team Qhubeka T4Q |
| ---------------- | ------------------------- | ---------------- |
| Nr               | Kolarz                    | Miejsce          |
| 231              | Negasi Abreha (ETH)       | DNF              |
| 232              | Mattia Guasco (ITA)       | 47.              |
| 233              | Ghebrehiwet Birhane (ERI) | DNF              |
| 234              | Alessandro Iacchi (ITA)   | DNF              |
| 235              | Kevin Bonaldo (ITA)       | 76.              |
| 236              | Jacopo Menegotto (ITA)    | DNS              |
| 237              | Nicolò Parisini (ITA)     | DNF              |

| Work Service-Vitalcare-Dynatek IWM | Work Service-Vitalcare-Dynatek IWM | Work Service-Vitalcare-Dynatek IWM |
| ---------------------------------- | ---------------------------------- | ---------------------------------- |
| Nr                                 | Kolarz                             | Miejsce                            |
| 241                                | Raúl Colombo (ITA)                 | 43.                                |
| 242                                | Francesco Zandri (ITA)             | DNF                                |
| 243                                | Lorenzo Ginestra (ITA)             | DNF                                |
| 244                                | Federico Burchio (ITA)             | DNF                                |
| 245                                | Riccardo Lucca (ITA)               | 72.                                |
| 246                                | Nicola Venchiarutti (ITA)          | 42.                                |
| 247                                | Samuele Zambelli (ITA)             | 75.                                |

## Klasyfikacja generalna
| \| Klasyfikacja generalna \| Klasyfikacja generalna \| Klasyfikacja generalna \| Klasyfikacja generalna \| Klasyfikacja generalna \| \| Kolarz \| Kolarz \| Państwo \| Drużyna \| Czas \| \| ---------------------- \| ---------------------- \| ---------------------- \| ---------------------------------- \| ---------------------- \| \| 1. \| Jan Polanc \| Słowenia \| UAE Team Emirates \| 5h 02' 25" \| \| 2. \| Juan Ayuso \| Hiszpania \| UAE Team Emirates \| + 2" \| \| 3. \| Alessandro Covi \| Włochy \| UAE Team Emirates \| + 2" \| \| 4. \| Lorenzo Rota \| Włochy \| Intermarché-Wanty-Gobert Matériaux \| + 2" \| \| 5. \| Carlos Rodríguez \| Hiszpania \| Ineos Grenadiers \| + 8" \| \| 6. \| Victor Lafay \| Francja \| Cofidis \| + 24" \| \| 7. \| Diego Ulissi \| Włochy \| UAE Team Emirates \| + 32" \| \| 8. \| Giulio Ciccone \| Włochy \| Trek-Segafredo \| + 32" \| \| 9. \| Quentin Pacher \| Francja \| Groupama-FDJ \| + 32" \| \| 10. \| Clément Champoussin \| Francja \| AG2R Citroën Team \| + 32" \| |                     |           |                                    |            |
| |                     |           |                                    |            |
| Źródło: ProCyclingStats |                     |           |                                    |            |
| Klasyfikacja generalna |                     |           |                                    |            |
| Kolarz | Kolarz              | Państwo   | Drużyna                            | Czas       |
| 1. | Jan Polanc          | Słowenia  | UAE Team Emirates                  | 5h 02' 25" |
| 2. | Juan Ayuso          | Hiszpania | UAE Team Emirates                  | + 2"       |
| 3. | Alessandro Covi     | Włochy    | UAE Team Emirates                  | + 2"       |
| 4. | Lorenzo Rota        | Włochy    | Intermarché-Wanty-Gobert Matériaux | + 2"       |
| 5. | Carlos Rodríguez    | Hiszpania | Ineos Grenadiers                   | + 8"       |
| 6. | Victor Lafay        | Francja   | Cofidis                            | + 24"      |
| 7. | Diego Ulissi        | Włochy    | UAE Team Emirates                  | + 32"      |
| 8. | Giulio Ciccone      | Włochy    | Trek-Segafredo                     | + 32"      |
| 9. | Quentin Pacher      | Francja   | Groupama-FDJ                       | + 32"      |
| 10. | Clément Champoussin | Francja   | AG2R Citroën Team                  | + 32"      |